# Chlorek cyny(II)
Chlorek cyny(II) (SnCl2) – nieorganiczny związek chemiczny, sól kwasu solnego i cyny na II stopniu utlenienia.
Jako dihydrat (SnCl2·2H2O) tworzy bezbarwne kryształy, topiące się w temperaturze 37,7 °C. Jest łatwo rozpuszczalny w wodzie, w której, przy dużym rozcieńczeniu, hydrolizuje do SnCl(OH).
Chlorek cyny(II) jest reduktorem, redukuje między innymi sole żelaza(III) do soli żelaza(II): 
2Fe3+
 + Sn2+
 → 2Fe2+
 + Sn4+

Sole rtęci(II) redukuje do rtęci(I), czemu towarzyszy wypadanie białego osadu kalomelu, np.:
2HgCl
2 + SnCl
2 → Hg
2Cl
2↓ + SnCl
4
Utlenia się łatwo pod wpływem tlenu obecnego w powietrzu, stąd przechowuje się go w pojemnikach zawierających metaliczną cynę, która redukuje Sn4+ do Sn2+ przeciwdziałając tym samym reakcji utleniania do cyny(IV): 
2Sn2+
 + O
2 + 4H
3O+
 → 2Sn4+
 + 6H
2O
Jest stosowany jako katalizator wielu reakcji chemicznych. 

## Otrzymywanie
Chlorek cyny(II) otrzymać można w reakcji kwasu solnego z metaliczną cyną i krystalizacji soli w obniżonej temperaturze. Roztwory chlorku cyny należy przechowywać po uprzednim zakwaszeniu stężonym HCl i wrzuceniu kilku kawałków metalicznej cyny.